# Shakti (film 1982)
Shakti (शक्ति, tzn. Siła) – bollywoodzki klasyk kina akcji i relacji rodzinnych z 1982 roku. Sednem filmu jest dramatyczna relacja ojca i syna. W filmie przeciwstawiających się sobie syna i ojca grają Amitabh Bachchan i Dilip Kumar. Obok nich Raakhee, Smita Patil i Amrish Puri. Reżyseria - Ramesh Sippy. Scenariusz - duet Salim-Javed. Film cieszył się umiarkowaną popularnością, ale przeszedł do historii kina indyjskiego ze względu na główne role.

## Fabuła
Bombaj. Fortuny zdobywane na przemycie, do którego warunki stworzył zakaz wwożenia towarów do Indii. Jeśli rozkwit przestępstw, to i jakiś uczciwy policjant dla przeciwwagi (Dilip Kumar). A jeśli uczciwy, to niemożność przekupienia go trzeba rozwiązać porwaniem dziecka. Co jeśli prawo i swój obowiązek wobec munduru postawi on wyżej niż życie syna? Rozpoczyna to dramat we wzajemnych relacjach syna i ojca. Chłopiec tak kochany i tak nagle doświadczony odrzuceniem przez ojca, rośnie w poczuciu swojej oddzielności. Latami samotnie. Ogrzewany tylko miłością matki. Pełen żalu wynikającej z niego wrogości do ojca. Zwątpiwszy w jego miłość odrzuca wszystko, co dla niego ważne. Nienawidzi prawa i policji w imię, której ojciec zaryzykował jego życie. Szukając figury ojca, podstawy dla określenia, kim jest, Vijay (Amitabh Bachchan) znajduje ją w osobie gangstera (Kulbhushan Kharbanda), dzięki któremu udało mu się podczas porwania ocalić życie. Naprzeciwko siebie stają chroniący prawo policjant i łamiący je gangster - ojciec i syn...

## Obsada
- Dilip Kumar .... Ashwini Kumar
- Amitabh Bachchan .... Vijay Kumar
- Raakhee .... Sheetal Kumar
- Smita Patil .... Roma Devi
- Amrish Puri .... JK Verma
- Kulbhushan Kharbanda .... K.D Narang
- Dalip Tahil .... Ganput Rai
- Ashok Kumar .... komisarz policji
- Satish Shah .... Satish
- Anil Kapoor .... Ravi Kumar (Vijaya i Romy syn) (gościnnie)

## Nagrody
- Nagroda Filmfare dla Najlepszego Filmu
- Nagroda Filmfare dla Najlepszego Aktora - Dilip Kumar

## Piosenki
- Humne Sanam Ko Khat Likha (Lata Mangeshkar)
- Are Jaane KAise Kab KahanIgrar Ho Gaya (Lata Mangeshkar i Kishore Kumar)
- Mangi Thi Ek Dua (Mahendra Kapoor)
- O Asman Wale Bata (Mahendra Kapoor)